# Duas Igrejas (Paredes)
Duas Igrejas é uma povoação portuguesa sede da Freguesia de Duas Igrejas do Município de Paredes, freguesia com 4,10 km² de área e 3649 habitantes (censo de 2021), tendo, por isso, uma densidade populacional de 890 hab./km².

## Demografia
A população registada nos censos foi:
| Distribuição da População por Grupos Etários | Distribuição da População por Grupos Etários | Distribuição da População por Grupos Etários | Distribuição da População por Grupos Etários | Distribuição da População por Grupos Etários |
| -------------------------------------------- | -------------------------------------------- | -------------------------------------------- | -------------------------------------------- | -------------------------------------------- |
| Ano                                          | 0-14 Anos                                    | 15-24 Anos                                   | 25-64 Anos                                   | > 65 Anos                                    |
| 2001                                         | 1031                                         | 699                                          | 1876                                         | 237                                          |
| 2011                                         | 878                                          | 598                                          | 2067                                         | 336                                          |
| 2021                                         | 542                                          | 570                                          | 2046                                         | 491                                          |

## Património
- Capela do Divino Espírito Santo
- Casa da Agrela
- Casa de Chancela
- Calvário
- Cruzeiro de Soutinho
- Igreja Matriz
- Moinhos de água
- Fonte da Telha
- Casa do Bairro e Capela de Santo António

## Festas e Romarias
- Divino Espírito Santo
- Nossa Senhora do Ó (Nossa Senhora da Expectação)

## Colectividades
- Associação Cultural e Desportiva de Duas Igrejas
- Grupo de Bombos de Duas Igrejas
- PorDuas
- Associação Duas Igrejas
- Adi